# Syagrus
Syagrus je rod drveća iz porodice palmovki raširen po Južnoj Americi i Malim Antilima (jedna vrsta). Oko šezdesetak vrsta, neke su uvezene u Sjevernu Ameriku i Australiju.